# Glaucidium gnoma
Glaucidium gnoma е вид птица от семейство Совови (Strigidae).

## Разпространение
Видът е разпространен в Мексико и САЩ.